# Hemiphractus helioi
Hemiphractus helioi är en groddjursart som beskrevs av Christopher Andrew Sheil och Joseph R. Mendelson 200. Hemiphractus helioi ingår i släktet Hemiphractus och familjen Hemiphractidae. IUCN kategoriserar arten globalt som livskraftig. Inga underarter finns listade i Catalogue of Life.